# Jefim Cetlin
Jefim Wiktorowicz Cetlin (ros. Ефим Викторович Цетлин, ur. 1898 w Mohylewie, zm. 16 lub 22 września 1937 w Iwanowie) – działacz komunistycznego ruchu młodzieżowego w Rosji radzieckiej i ZSRR.

## Życiorys
Urodził się w rodzinie żydowskiej. W latach 1917–1918 studiował w Moskiewskiej Wyższej Szkole Technicznej, od listopada 1917 do kwietnia 1918 był przewodniczącym rejonowego komitetu Związku Młodzieży Robotniczej „III Międzynarodówka” w Moskwie, a od kwietnia do listopada 1918 przewodniczącym Komitetu Moskiewskiego tego związku, 1918 został członkiem RKP(b). Od 4 listopada 1918 do 11 października 1922 był członkiem KC Komsomołu, w tym od 4 listopada 1918 do 5 października 1919 przewodniczącym Prezydium KC Komsomołu, a od 8 października 1919 do 2 października 1920 zastępcą przewodniczącego Prezydium KC Komsomołu, następnie od listopada 1920 do grudnia 1922 sekretarzem Moskiewskiego Komitetu Komsomołu. Od grudnia 1922 do kwietnia 1924 był członkiem Komitetu Wykonawczego Komunistycznej Międzynarodówki Młodzieży, od kwietnia 1924 do grudnia 1925 słuchaczem kursów marksizmu przy Akademii Komunistycznej im. Swierdłowa, od grudnia 1925 do kwietnia 1926 pracownikiem Północno-Zachodniego Biura KC RKP(b)/WKP(b), a od kwietnia do listopada 1926 kierownikiem Wydziału Agitacyjno-Propagandowego Wołodarskiego Komitetu Rejonowego WKP(b) w Leningradzie. Od listopada 1926 do maja 1929 pracował w Sekretariacie Komitetu Wykonawczego Kominternu, był członkiem kolegium redakcyjnego gazety „Prawda”, 1929–1932 pracownikiem Najwyższej Rady Gospodarki Narodowej ZSRR, a od 1932 do lutego 1933 zastępcą szefa Sektora Naukowo-Badawczego Ludowego Komisariatu Przemysłu Ciężkiego ZSRR.
13 lutego 1933 został aresztowany, 20 lutego 1933 wykluczony z WKP(b), 4 maja 1933 zwolniony, a w kwietniu 1934 zesłany do Swierdłowska. Od 1934 do kwietnia 1937 kierował Biurem Obsługi Technicznej Uralskiej Fabryki Maszyn Ciężkich w Swierdłowsku, 10 lipca 1934 przywrócono mu prawa członka partii. 16 kwietnia 1937 został ponownie aresztowany, 2 czerwca 1937 skazany na 10 lat pozbawienia wolności i 5 lat utraty praw, jednak 16 września 1937 został skazany przez „trójkę” Zarządu NKWD obwodu iwanowskiego na karę śmierci pod zarzutem przynależności do kontrrewolucyjnej organizacji terrorystycznej i następnie rozstrzelany. 27 sierpnia 1957 pośmiertnie zrehabilitowany.